# I'd Have You Anytime
Pistes de All Things Must Pass
My Sweet Lord
I'd Have You Anytime est une chanson de George Harrison écrite avec Bob Dylan à l'automne 1968, alors que ces derniers étaient invités par Albert Grossman (le manager de Dylan dans les années 1960) dans sa maison de Woodstock, dans le nord-ouest de l'État de New York. C'est la chanson qui ouvre le triple album de Harrison, All Things Must Pass parue le 30 novembre 1970. Le solo de guitare très distinctif que l'on entend sur la chanson est joué par Eric Clapton.

## Contexte
Automne 1968, George Harrison et sa femme Pattie Boyd, sont aux États-Unis pour assurer la promotion du White Album des Beatles sortie prévue le 22 novembre 1968. Sachant cela, le manager de Bob Dylan, Albert Grossman, invite le couple Harrison à le rejoindre pour Thanksgiving accompagné de Dylan et de sa femme. Ces retrouvailles inopinées ont un but : remotiver un Dylan totalement reclus sur lui-même depuis son accident de moto en 1966.
Depuis le début des années 1960 Dylan et les Beatles ne cessent de s'observer et de s'influencer mutuellement,. Pourtant, individuellement, les relations entre Dylan et John Lennon d'une part et avec Paul McCartney d'autre part seront toujours « difficiles. » L'ego des trois artistes y contribue beaucoup.
Les relations Harrison/Dylan sont, au contraire, plus chaleureuses et plus simples, loin d'un Lennon « compétitif » ou du « froid » McCartney. Bien que les deux musiciens se soient rencontrés à New York en 1964, c'est réellement en mai 1966 que leur amitié débute alors que les Beatles rendent visite à Dylan lors de son passage à Londres. D'ailleurs, l'influence musicale de Dylan sur Harrison est plus perceptible que sur le duo Lennon/McCartney de plus, lors de son séjour à Rishikesh, la seule musique occidentale que George Harrison emporte dans ses bagages est l'album Blonde on Blonde tout naturellement.
Mais c'est un Dylan manquant apparemment de confiance en lui que retrouve Harrison en 1968. Malgré tout Dylan est heureux de revoir le guitariste des Beatles. Cependant ce n'est qu'à partir du moment où George sort ses guitares que Dylan se lâche.

## Composition
L'année 1968 marque le début de ce que Dylan lui-même appellera plus tard son « amnésie », faisant référence à une forme de blocage de l'écrivain qu'il a vécu après l'album John Wesley Harding (1967), lorsque la peinture avait remplacé l'écriture de chansons comme son exutoire créatif préféré. Bien connu pour son approche musicale peu sophistiquée, en particulier par rapport à la « palette harmonique » plus large de Harrison, suggère l'auteur Simon Leng, Dylan était maintenant impatient d'apprendre des accords plus avancés. Harrison a commencé à démontrer diverses formes d'accords de septième majeure, diminués et augmentés - "tous ces drôles d'accords que les gens m'ont montrés quand j'étais enfant", comme il l'a dit plus tard. Tout en jouant un accord de sol majeur 7 et en prenant la forme du manche de la guitare jusqu'à si♭ majeur 7, Harrison réalisa : « Ah, ça ressemble à une mélodie ici... » Désireux de faire tomber les barrières qui Dylan s'était imposé, Harrison a proposé les premières lignes de la chanson :
« Let me in here
I know I've been here
Let me into your heart … »
Je lui disais « écris-moi quelques mots », et je pensais à tout ça : Johnnie est au sous-sol, en train de mélanger les médicaments, ce genre de chose, et il disait : « montre-moi quelques accords, comment fais-tu pour obtenir ces morceaux ? "
– Harrison, à propos de l'écriture de "I'd Have You Anytime" avec Dylan
En même temps, il poussait Dylan à proposer ses propres mots. Dylan a dûment fourni une réplique, sous la forme du refrain-bridge de la chanson :
« All I have is yours
All you see is mine
And I'm glad to hold you in my arms
I'd have you anytime. »
"Magnifique! - et c'était tout", conclut Harrison dans son livre I, Me, Mine. Il a ensuite terminé la chanson seul.
Les paroles reflètent une approche concernant la démonstration d'amour pour ses amis proches que la veuve de Harrison, Olivia, a décrite comme "sans vergogne, assez romantique dans un sens", ainsi qu'un point de vue exprimé par Tom Petty, un camarade des Traveling Wilburys avec Harrison et Dylan en 1988-1990, que Harrison était capable de sonder Dylan, notoirement insaisissable, d'une manière que peu d'autres pouvaient le faire. L'auteur Ian Inglis considère "I'd Have You Anytime" comme une simple chanson d'amour, avec "Let me into your heart" de Harrison servant "non pas d'appel désespéré mais une conversation rassurante", et "All I have is yours All you see is mine". » fournissant le même « élément de réciprocité qui distinguait la déclaration d'amour » dans la chanson de Harrison « Something ».

## Enregistrement
Simon Leng décrit les diverses activités musicales de Harrison en dehors des Beatles entre 1968 et 1970 comme des « vacances de trois ans pour les busman », qui ont pris fin lorsque McCartney a annoncé son départ du groupe le 10 avril 1970. Avant de commencer à travailler sur All Things Must Pass avec le coproducteur Phil Spector, Harrison a assisté à une session pour l'album New Morning de Dylan à New York, le 1er mai. Avec le soutien de Charlie Daniels et Russ Kunkel, Dylan et Harrison ont enregistré une version de « If Not for You », une nouvelle chanson de Dylan que Harrison a ensuite reprise sur All Things Must Pass, et deux morceaux qui apparaissent sur New Morning : "Went to See the Gypsy" et "Day of the Locusts". Bien que ce ne soit pas une chanson qu'ils ont jouée au Studio B de Columbia ce jour-là, Harrison et Dylan ont enregistré une démo de "I'd Have You". Anytime" lors d'une jam session organisée dans la maison de Dylan à Greenwich Village le 30 avril, avec Kunkel les accompagnant sur des bongos. La chanson était l'une des nombreuses pièces que Harrison avait déjà présélectionnées pour son propre album All Things Must Pass, dont l'enregistrement a commencé aux Studios Abbey Road de Londres fin mai.
Eric Clapton a joué le solo de guitare sur la chanson. L'enregistrement sorti de "I'd Have You Anytime" présente un arrangement musical clairsemé, dans ce que Leng qualifie de tradition "minimaliste" de Dylan, similaire au traitement donné à "Behind That Locked Door", "Run of the Mill" et "If Not For You". Harrison a joué de la guitare acoustique sur la chanson, tandis qu'Eric Clapton a contribué à une partie de guitare électrique que l'auteur Bruce Spizer décrit comme « exquise ». Leng considère les solos de Clapton comme « presque imitant » le jeu de Harrison sur "Something" des Beatles. Comme pour plusieurs morceaux de All Things Must Pass, les crédits musiciens restants ont traditionnellement fait l'objet de conjectures. Après avoir consulté le bassiste allemand Klaus Voormann et l'arrangeur orchestral John Barham qui joue aussi l'harmonium, Leng attribue la section rythmique de "I'd Have You Anytime" comme étant Voormann (à la basse) et Alan White (à la batterie et au vibraphone). 

## Version alternative
La démo Harrison-Dylan de "I'd Have You Anytime" n'a jamais reçu de sortie officielle, bien qu'à partir de la fin des années 1970, elle ait commencé à circuler parmi les collectionneurs sur des compilations bootleg, qui indiquaient une date d'enregistrement incorrecte du 1er mai 1970. Selon le chroniqueur de Dylan Olof Björner et les auteurs de Eight Arms to Hold You, Chip Madinger et Mark Easter, Harrison et Dylan auraient peut-être enregistré les démos de cette chanson et de "Nowhere to Go" à Bearsville, lors de la session de composition originale en 1968. Les deux chansons apparaissent sur des bootlegs tels que The Dylan Harrison Sessions et The Beatles – 20 x 4.
En novembre 2011, dans son format d'édition de luxe, la sortie DVD britannique du documentaire de Martin Scorsese George Harrison:  Living in the Material World contenait un CD qui comprenait une version alternative de « I'd Have You Anytime ». Le producteur des archives Harrison, Giles Martin, le décrit comme "très organique... une version très fragile de la chanson". Le CD est sorti à l'international en mai 2012 sous le titre Early Takes : Volume 1.

## Reprises
Depuis sa mort en novembre 2001, "I'd Have You Anytime" est apparue sur des albums hommage à Harrison tels que He Was Fab (2003), sur lesquels Champale a contribué avec une "version discrète et presque épique" de la chanson, selon Tom Sendra d'AllMusic et George de Suburban Skies (2008). Parmi les autres artistes qui ont repris la chanson figurent le chanteur de soul latine et de salsa Ralfi Pagán, dont la version est apparue plus tard sur la compilation multi-artistes A Salsa Tribute to the Beatles en 2007, et Fabulous Connections avec Kate Vereau, qui a enregistré "I" "d Have You Anytime" et "Learning How to Love You" de Harrison pour leur album de 2003 Into Midnight.
L'actrice et chanteuse Evan Rachel Wood a contribué une reprise de « I'd Have You Anytime » à la compilation de 4 CD Chimes of Freedom : The Songs of Bob Dylan Honoring 50 Years of Amnesty International en 2012. Elle a fait un clip vidéo pour la chanson en février de la même année, en hommage à Harrison à l'occasion de ce qui aurait été son 69e anniversaire.

### Personnel
- George Harrison – chant, chœurs, guitare acoustique
- Eric Clapton – guitare solo
- Klaus Voormann – basse
- Alan White – batterie, vibraphone
- John Barham – arrangements orchestraux, harmonium

### Équipe technique
- George Harrison, Phil Spector – production
- Ken Scott – ingénieur du son
- Phil McDonald – ingénieur du son